# Robbie Bachman
Pour les articles homonymes, voir Bachman.
Robin Peter Kendall Bachman (né le 18 février 1953 à Winnipeg, Manitoba, Canada et décédé le 12 janvier 2023) est un batteur canadien, le plus jeune frère du guitariste, chanteur et auteur-compositeur Randy Bachman. Il est le batteur original des groupes Brave Belt et Bachman-Turner Overdrive. Il est également parfois crédité comme « Robbie » ou « Rob » sur les notes de pochette des albums Brave Belt et BTO.

## Biographie
En grandissant, Robbie pratique la batterie à la maison, jouant souvent avec son frère aîné Randy. Lorsque Robbie atteint l'âge de 18 ans, Randy lui propose le poste de batteur du groupe Brave Belt qu'il vient de former après avoir quitté The Guess Who, et Robbie accepte. Les autres membres de Brave Belt sont Chad Allan et Fred Turner. En 1972, un autre frère Bachman, Tim, rejoint Brave Belt comme guitariste après le départ d'Allan.
Lorsque Brave Belt change son nom en Bachman–Turner Overdrive en 1973, Robbie est crédité de la conception du logo BTO. Le groupe connait une période de popularité maximale entre 1973 et 1976, sortant cinq albums du Top 40 et six des meilleurs singles américains et onze des meilleurs singles au Canada. Robbie écrit (avec Fred Turner) l'un des plus grands succès de Bachman-Turner Overdrive, Roll on Down the Highway (no 14 sur le Billboard et no 4 sur RPM en 1975). Il reste avec BTO jusqu'à la fin de 1979, après la fin de leur tournée de soutien à l'album Rock n 'Roll Nights sorti en 1979.
En 1984, Robbie refuse de rejoindre une reformation de BTO en raison de problèmes de licence avec son frère Randy. Il s'oppose également à la décision de Randy d'inclure Tim Bachman comme deuxième guitariste, au lieu de Blair Thornton. Il est remplacé sur cet album de 1984 et les tournées suivantes par l'ancien batteur des Guess Who, Garry Peterson. Il rejoint ensuite la formation pour l'album Not Fragile de BTO pour une réunion qui dure de 1988 à 1991. En 1991, Randy Bachman quitte le groupe et les autres musiciens restants, avec le guitariste et chanteur de remplacement Randy Murray, tournent alors en tant que BTO jusqu'à la fin de 2004. Le seul dernier album avec cette formation est l'album Trial By Fire: Greatest and Latest sorti en 1996.
En 2009, Fred Turner et Randy Bachman se réunissent et commencent à enregistrer un nouvel album, sorti en septembre 2010 sous le nom de Bachman and Turner pour coïncider avec une tournée mondiale,. Robin Bachman et Blair Thornton avaient intenté une action en justice contre Randy Bachman dans le but de l'empêcher, lui et Turner, de tourner sous le nom de Bachman–Turner Overdrive ou BTO,.

## Vie personnelle et décès
Bachman était semi-retraité après les derniers concerts de BTO en 2004. Il est l'oncle du guitariste chanteur Tal Bachman, fils de Randy Bachman. Bachman décède le 12 janvier 2023, à l'âge de 69 ans. Son décès est confirmé par son frère, sans donner de détail sur la cause du décès.

## Discographie

### Albums studio
- 1971 : Brave Belt I
- 1972 : Brave Belt II

### Compilation
- 2001 : Brave Belt I / Brave Belt II

### Albums studio
- 1973 : Bachman–Turner Overdrive
- 1973 : Bachman–Turner Overdrive II
- 1974 : Not Fragile
- 1975 : Four Wheel Drive
- 1975 : Head On
- 1977 : Freeways
- 1978 : Street Action
- 1979 : Rock n' Roll Nights
- 1996 : Trial By Fire Greatest and Latest

### Albums live
- 1977 : BTO Japan Tour
- 1998 : King Biscuit Flower Hour Presents

### Compilations
- 1975 : Bachman-Turner Overdrive
- 1975 : Rock is Our Life and These Are Our Songs
- 1976 : Best Of B.T.O. (So Far)